# Municipio de Calf Creek
El municipio de Calf Creek (en inglés: Calf Creek Township) es un municipio ubicado en el condado de Searcy en el estado estadounidense de Arkansas. En el año 2010 tenía una población de 326 habitantes y una densidad poblacional de 1,54 personas por km².

## Geografía
El municipio de Calf Creek se encuentra ubicado en las coordenadas 35°54′12″N 92°50′49″O / 35.90333, -92.84694. Según la Oficina del Censo de los Estados Unidos, el municipio tiene una superficie total de 211.64 km², de la cual 210,31 km² corresponden a tierra firme y (0,63 %) 1,33 km² es agua.

## Demografía
Según el censo de 2010, había 326 personas residiendo en el municipio de Calf Creek. La densidad de población era de 1,54 hab./km². De los 326 habitantes, el municipio de Calf Creek estaba compuesto por el 95,71 % blancos, el 2,45 % eran amerindios y el 1,84 % eran de una mezcla de razas. Del total de la población el 0,31 % eran hispanos o latinos de cualquier raza.